# 罕魋
罕魋（？—前535年），姬姓，罕氏，名魋，是子展的儿子，子皮的弟弟，子罕的孙子，郑国大夫。
子皮的族人饮酒没有节制，所以罕朔和子皮氏的关系很坏。前535年二月，罕朔杀了堂兄弟罕魋后逃亡到晋国。